# Никита (богомилски епископ)
Папа Никита е богомилски водач в Константинопол. Известията за живота му са оскъдни и най-вече се основават на църковни сведения.
През 1160 отпътува от Константинопол към Ломбардия (в Северна Италия) с цел да укрепи вярата на местните катари, както и да отхвърли съмненията относно валидността на духовното им наследство (ordo), предполагаемо произлизащо от апостолите. Те идват от това, че местния катарски водач Марко, произхожда от българското наследство по косвен ред (ordo of Bulgaria), който се оспорва от Никита. Марко получава consolamentum (духовно кръщение) от Никита. Преди това Марко приспада към абсолютния дуализъм на ordo of Drugunthia or Dragovitia, т.е. от областта на драговитите около Бабуна планина, и е получил посвещение или духовно кръщение от духовника Симон от Драговица. След като папа Никита изправя богомилските дела в Ломбардия, отпътува за Лангедок (област в Южна Франция, където голямо влияние има катарската секта на албигойците).
През 1167 г. папа Никита участва в големия катарски Събор в Сан Феликс дьо Караман, южно от град Тулуза (тогава столица на графство Тулуза), където е известен като българския съвършен (издигнал се до висшата степен на посветеност в йерархията на богомилите) богомил Никита. Последните сведения за него го свързват отново с Ломбардия, където се опитва да потуши разкола сред местните последователи на богомилството.